# 미스텔바흐군

미스텔바흐군의 위치

미스텔바흐군(독일어: Bezirk Mistelbach)은 오스트리아 니더외스터라이히주에 위치한 군으로 행정 중심지는 미스텔바흐이며 면적은 1,291.72km2, 인구는 77,120명(2023년 기준), 인구 밀도는 60명/km2이다. 동쪽과 남쪽으로는 겐제른도르프군, 서쪽으로는 코르노이부르크군, 북서쪽으로는 홀라브룬군과 접하며 북쪽과 북동쪽으로는 체코와 국경을 접한다.

## 하위 행정 구역
4개 도시, 20개 시장도시, 12개 일반 시를 관할한다.
- 도시
  - 미스텔바흐(Mistelbach)
  - 라안더타이아(Laa an der Thaya)
  - 포이스도르프(Poysdorf)
  - 볼퍼스도르프임바인피어텔(Wolkersdorf im Weinviertel)
- 시장도시
  - 아스파른안데어차이아(Asparn an der Zaya)
  - 베른하르츠탈(Bernhardsthal)
  - 보크플리스(Bockfließ)
  - 팔켄슈타인(Falkenstein)
  - 가바인슈탈(Gaweinstal)
  - 그로스에버스도르프(Großebersdorf)
  - 그로스엥거스도르프(Großengersdorf)
  - 그로스하라스(Großharras)
  - 그로스크루트(Großkrut)
  - 하우스브룬(Hausbrunn)
  - 헤른바움가르텐(Herrnbaumgarten)
  - 크로이츠슈테텐(Kreuzstetten)
  - 라덴도르프(Ladendorf)
  - 노이도르프임바인피어텔(Neudorf im Weinviertel)
  - 필리흐스도르프(Pillichsdorf)
  - 라벤스부르크(Rabensburg)
  - 슈트라츠(Staatz)
  - 슈트론스도르프(Stronsdorf)
  - 울리히스키르헨슐라인바흐(Ulrichskirchen-Schleinbach)
  - 빌퍼스도르프(Wilfersdorf)
- 일반 시
  - 알틀리히텐바르트(Altlichtenwarth)
  - 드라젠호펜(Drasenhofen)
  - 팔바흐(Fallbach)
  - 가우비치(Gaubitsch)
  - 그나덴도르프(Gnadendorf)
  - 호흘라이텐(Hochleithen)
  - 크로이탈(Kreuttal)
  - 니더라이스(Niederleis)
  - 오텐탈(Ottenthal)
  - 슈라텐베르크(Schrattenberg)
  - 운터스팅켄브룬(Unterstinkenbrunn)
  - 빌덴뒤른바흐(Wildendürnbach)